# Haramosh
El Haramosh. también conocido como pico Haramosh o Peak 58, es una montaña que se levanta hasta los 7.397 m s. n. m. y es la tercera más alta de las montañas Rakaposhi-Haramosh, -la primera es la montaña Rakaposhi de 7.778 y la segunda  Malubiting de 7.458 m-, una sección de la gran Cordillera del Karakórum, en el Pakistán, un poco retirado aguas arriba de su confluencia con el río Gilgit.

## Situación
El Haramosh se encuentra a unos 65 km al este de Gilgit, en la zona centro-sur de las montañas Rakaposhi-Haramosh.Se eleva abruptamente desde las costas del norte del río Indo hacia arriba, a unos 30 km aguas arriba de la confluencia del río Gilgit. A Unos 18 km al norte se levanta el Malubiting de 7.458 m s. n. m.
Una sierra se extiende desde Haramosh al este y luego al noreste. El pico Mani IV de 6449 m  y el pico Mani I de 6684 m  se encuentran en esta cresta, que a su vez ba bajando hasta una altitud de 5700 metros para a continuación de nuevo alzarse hasta el Haramosh II de 6666 m .

## Ascensiones
El monte Haramosh fue reconocido por primera vez el 1947 por una expedición suiza, mientras que en el 1955 fue un equipo alemán el que reconoció la ruta nordeste. En 1957 Tony Streather, John Emery, Bernard Jillot y Rae Culbert, de la Universidad de Oxford hicieron un intento fallido, donde murieron Jillot y Culbert. Streather y Emery sobrevivieron, pero sufrieron importantes congelaciones. La historia fue recogida en el libro The Last Blue Mountain de Ralph Barker.
Finalmente el Haramosh fue escalado por primera vez el 4 de agosto de 1958 por los austríacos Heinrich Roiss, Stefan Pauer y Franz Mandl, pasando por el Haramosh por la arista este, siguiendo más o menos la ruta de la tragedia del año 1957.
Según el Himalayan Index la cumbre se volvió a escalar en 1978, por una expedición japonesa por la arista oeste, en el año 1979 también se escaló pero se desconoce lanacionalidad y la ruta que siguieron y en 1988 lo fue por una expedición de nacionalidad polaca realizada por la cara suroeste.